# Чемпионат Беларуси по шашечной композиции 2000
Чемпионат Белоруссии по шашечной композиции 2000, оригинальное название — Второй этап X чемпионата Беларуси по шашечной композиции — национальное спортивное соревнование по шашечной композиции. Организатор — комиссия по композиции Белорусской Федерации Шашек. Соревнования проходили заочно.

## О турнире
Начиная с 1991 года, белорусские чемпионаты стали проводиться раз в два года, при этом разделив соревнования по русским и международным шашкам на ежегодные этапы чемпионата. Суммирования очков этапов не производилось. Таким образом, в X чемпионате Беларуси по шашечной композиции на 1-м этапе в 1999-м соревновались в русские шашки, а на 2-м этапе — в международные.
Соревнования проводились в 4 дисциплинах: миниатюры, проблемы, задачи, этюды.
В турнире по составлению миниатюр-100 вне зачета принял участие Юлий Герман, занявший в абсолютном зачете 2 место.
Триумфатор чемпионата Леонид Сергеевич Витошкин (Гомель) вновь, как и в 1998 году, выиграл два золота: в миниатюрах-100 и этюдах-100, став 20-кратном чемпионом страны.

## Спортивные результаты
Миниатюры-100.
 Леонид Витошкин — 19,5 очка. Юлий Герман — 18,25 (вне конкурса).  Вадим Булат — 18,25.  Борис Иванов — 17,75. 4. Пётр Шклудов — 17,75. 5. Николай Вергейчик — 15,75. 6. Сергей Иванов — 13,5. 7. Григорий Кравцов — 13,25. 8. Виктор Шульга — 12,75.
Проблемы-100.
 Борис Иванов — 18,25 очка.  Виктор Шульга — 15,25.  Пётр Шклудов — 14,5. 4. Григорий Кравцов — 13,75. 5. Николай Вергейчик — 12,75. 6. Вадим Булат — 11,25. 7. Владимир Малашенко — 5,75.
Этюды-100.
 Леонид Витошкин — 24,5.  Пётр Шклудов — 15,0.  Виктор Шульга — 11,5. 4. Борис Иванов — 10,5. 5. Криштоф Малашкевич — 9,0. 6. Иван Навроцкий — 4,5. 7. Григорий Кравцов — 3,5. 8. Владимир Сапежинский — 0,0.
Задачи-100.
 Анатолий Шабалин — 35,5.  Николай Бобровник — 30,5.  Александр Шурпин — 26,5. 4. Пётр Шклудов — 18,0. 5. Борис Иванов 13,0. 6. Виктор Шульга — 0,0.